# Tekkadon
Tekkadon (鉄火丼 (Thiết hỏa đảm)), một loại donburi,là một món cơm Nhật Bản với sashimi cá ngừ. Tekkadon cay được làm với thứ có thể là hỗn hợp các nguyên liệu cay, một loại sốt cay làm từ cam, hay cả hai, thường có cả hành lá.

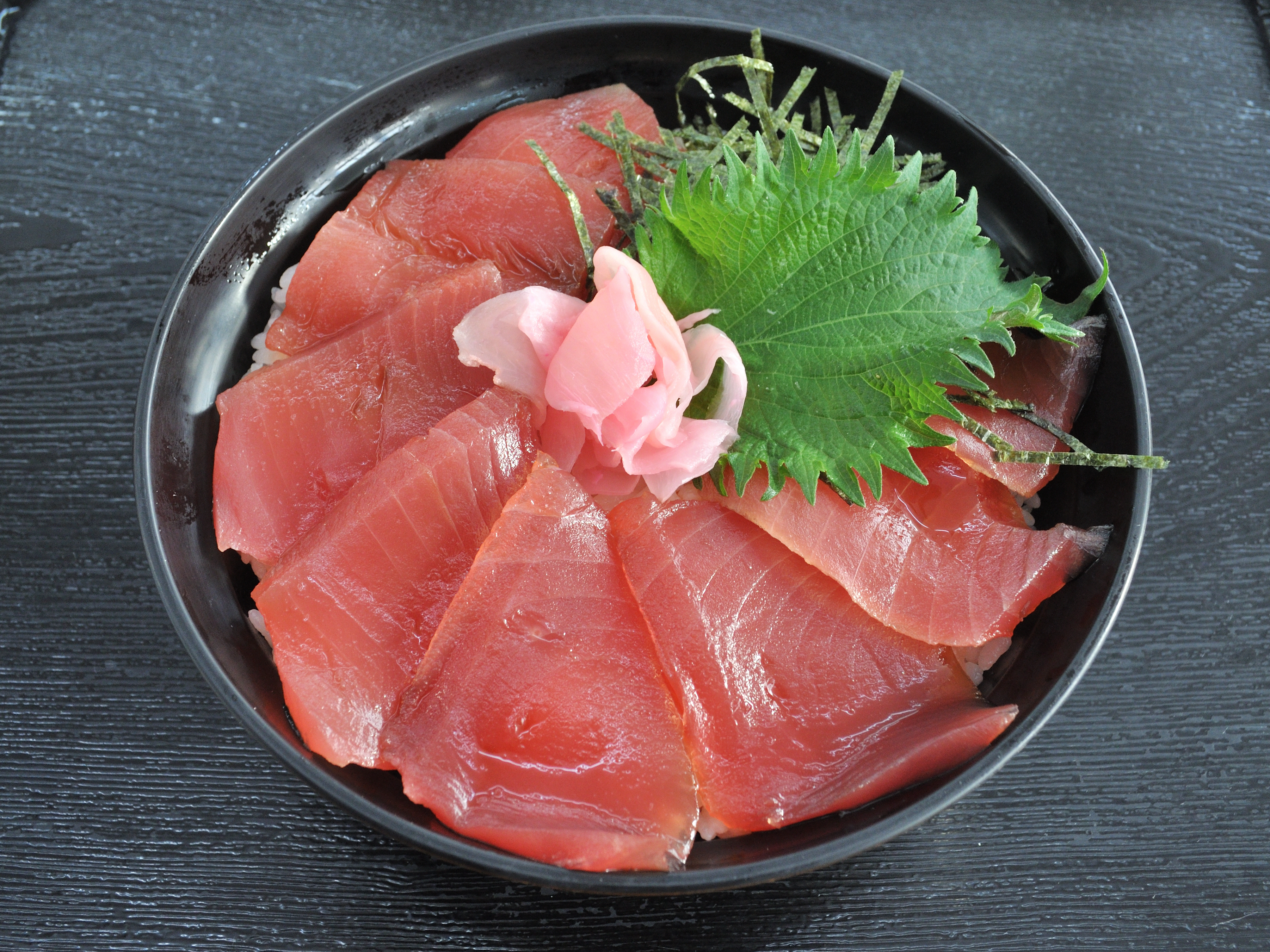
Tekkadon

Thuật ngữ tekka trong tên bắt nguồn từ các phòng đánh bạc (tekkaba) nơi món ăn thường được phục vụ từ cuối thời Edo đến đầu thời Minh Trị của lịch sử Nhật Bản.

## Biến thể
Một món ăn tương tự được làm bằng sashimi cá hồi được gọi là sakedon.